# Monika Agler
Monika Agler (* 23. Mai 1973 in Stuttgart) ist eine deutsche Filmproduzentin und Filmeditorin.

## Leben
Monika Agler gründete 2005 mit Günter Moritz die teamWERK.Die FilmProduktion GmbH. Seither hat sie zahlreiche Magazinbeiträge und Reportagen u. a. für SWR, ZDF, 3sat, arte, RTL geschnitten. Eine ihrer Produktionen war der Dokumentarfilm Schattenkind, der 2022 den Hofer Dokumentarfilmpreis erhielt. Als Cutterin war sie außerdem jahrelang für die Sendung Die Rezeptsucherin tätig, von der sie zusätzlich 5 Staffeln produzierte. Darüber hinaus hat sie als Autorin einige Reportagen und Serien veröffentlicht (z. B. Stauberater).
Neben ihren Tätigkeiten im Bereich Film und Fernsehen leitet sie mit ihrem Geschäftspartner Günter Moritz das Online-Magazin Pferde-Magazin, für das sie als Journalistin tätig ist sowie Filmbeiträge produziert und schneidet.
Monika Agler ist Geschäftsführerin und Gesellschafterin der Social-Media-Agentur i like it GmbH.

## Filmografie

### Produzentin
- 2022: Schattenkind

### Schnitt
- 2017: Peter Pfister – Der Pferdemann
- 2022: Schattenkind

### Auszeichnungen und Nominierungen
- 2002: Grimme-Preis (Nominierung für Montgomery – Verloren im Triumph)
- 2002: Bayrischer Fernsehpreis Nominierung für Stammheim – Orte des Erinnerns
- 2014: Festival de Cinema Intl. de Ourense (Publikumspreis für den Spielfilm Ohne Dich)
- 2022: 56. Internationalen Hofer Filmtage (Granitpreis für den Film Schattenkind als bester Dokumentarfilm)